# Ferrari 860 Monza
De Ferrari 860 Monza is een racewagen van het Italiaanse automerk Ferrari.
In 1956 behaalde de Ferrari 860 Monza een 1-2-overwinning op de 12 uren van Sebring.

## Specificaties

### Motor
- Vermogen: 280 pk / 209 kW @ 6000 rpm

### Afmetingen
- Wielbasis: 2350 mm
- Leeg gewicht: 860 kg